# Randolph Gohi
Randolph Gohi est un footballeur professionnel français né le 4 avril 1969 à Paris. Il évoluait au poste de milieu de terrain.

## Biographie
Au cours de sa carrière professionnelle, Randolph Gohi dispute 52 matchs dans le championnat de France de Division 2, ainsi que 12 matchs de Division 1 avec le Racing Club Paris entre 1985 et 1990. 